# Comité flamand de France
Comité flamand de France, eller Den Flamske Komité i Frankrig, er en fransk forening, der som lærd selskab har til formål at udforske, bevare og udbrede den flamske kultur i Fransk Flandern, især inden for områderne sprog, litteratur og historie. Den 10. april 1853 blev komitéen grundlagt i Dunkerque under ledelse af Edmond de Coussemaker. Den har været aktiv lige siden, hvilket gør den til et af de ældste lærde selskaber i Frankrig.
Komitéen har et specialiseret bibliotek i Hazebrouck, hvor alle dens egne publikationer og regionale værker bliver opbevaret og samlet. Derudover har den ansvaret for at administrere samlingerne på Jeanne Devos-museet i Wormhout.